# Ford Falcon (Estados Unidos)
Este artículo es sobre el modelo de coche Norteamericano. Para los modelos producidos en otros países, consulte Ford Falcon (desambiguación).
El Ford Falcon fue un automóvil producido por Ford Motor Company desde 1960 hasta 1970. Fue un éxito enorme para las ventas de Ford inicialmente, superando holgadamente los rivales compactos de Chrysler y General Motors presentados al mismo tiempo. Durante su corta vida, el Falcon se ofrecía en una amplia gama de estilos de carrocería: sedán de dos y cuatro puertas, rural de dos y cuatro puertas, cupé sin parantes, descapotable, una rural tipo furgoneta y la camioneta Ranchero, cuya estructura estaba basada en el Falcon sedán de dos puertas. Desde hace varios años, el nombre Falcon también se utilizó en versiones de pasajeros de la camioneta Ford Econoline. Diversas variaciones del Ford Falcon se fabricaron en la Argentina, Australia, Canadá, Chile y México.
La segunda generación del Ford Falcon fue la base para el Ford Mustang introducido en 1964½.

## Orígenes
El proyecto Falcon comenzó a gestarse en julio de 1957 en Estados Unidos, en aquel año Ford Motor Company decide comenzar a trabajar en un automóvil de tamaño más pequeño que los Ford de esa época y más grande que los europeos que se comenzaban a importar, el vehículo, un compacto de acuerdo a los estándares estadounidenses, de 6 cilindros y con capacidad para 6 pasajeros. El primer «compacto» de Ford nació bajo el nombre de «Ford Falcon» o simplemente Falcon a fines de 1959.
El Falcon, aunque de menor tamaño que sus rivales de la época, tenía todas las virtudes necesarias para satisfacer al usuario norteamericano quien exigía de un automóvil, confort, velocidad y el espacio suficiente como para llevar cómodamente seis personas. En su país de origen, a partir de la tercera generación, el Falcon sufrió muchos cambios de línea que lo alejaban cada vez más del concepto por la que fue concebido.

## Generaciones
Carrocerías:

Sedán 4 puertas
Sedán 2 puertas
Familiar 5 puertas
Familiar 3 puertas
Hardtop 2 puertas
Descapotable 2 puertas
Coupé utilitario 2 puertas
Furgoneta 2 puertas 

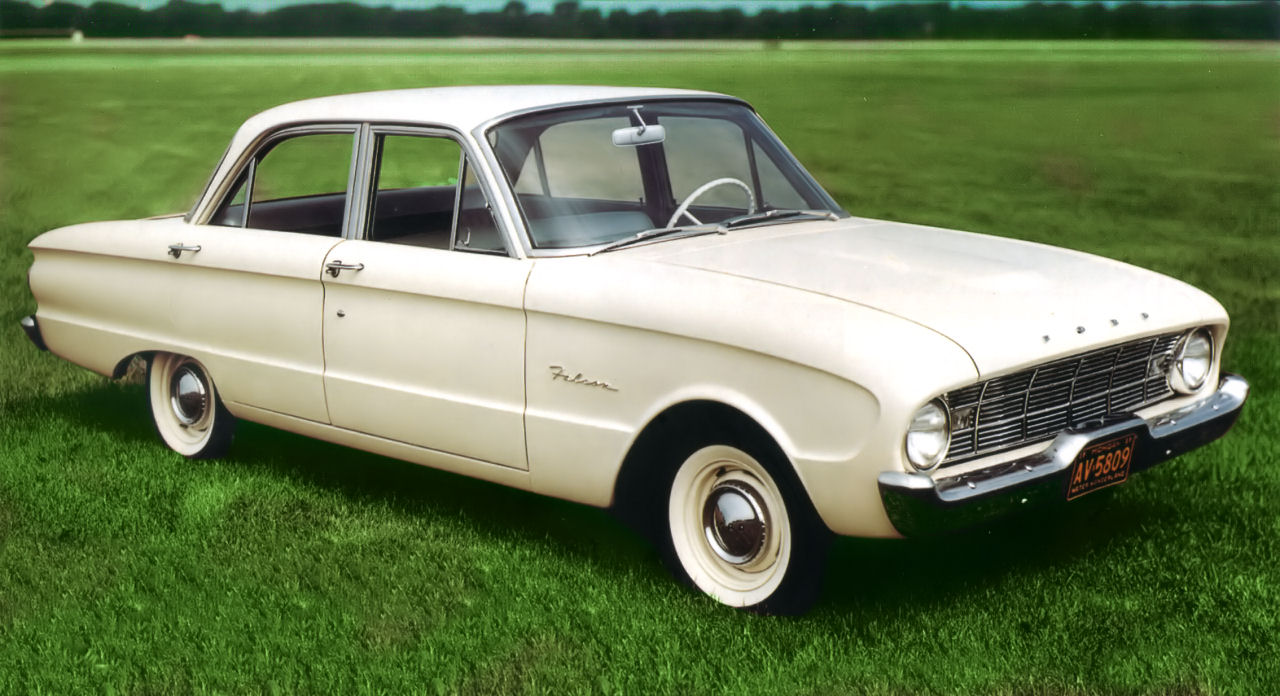
1960 Ford Falcon sedán 4 puertas
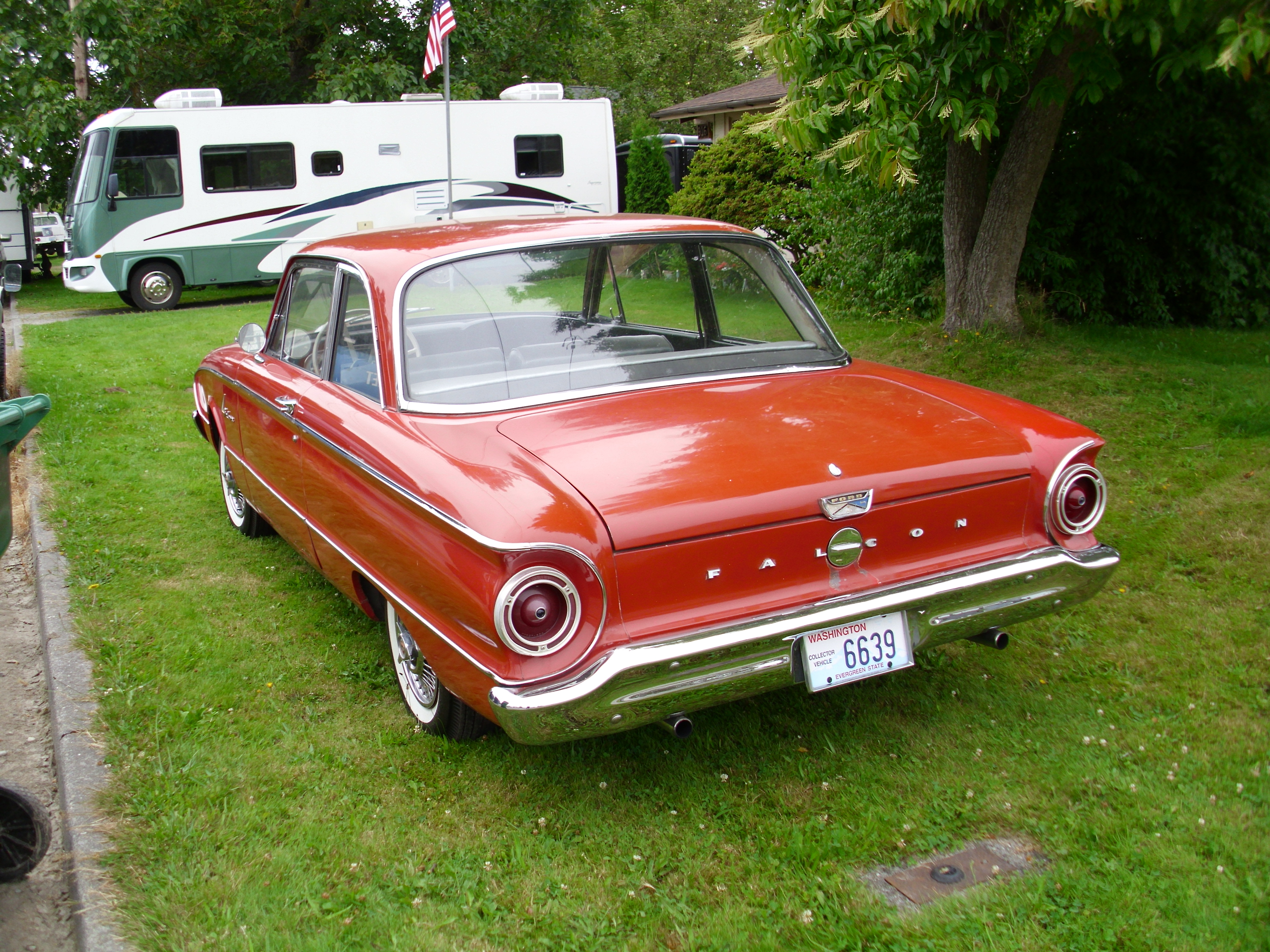
1961 Ford Falcon sedán 2 puertas
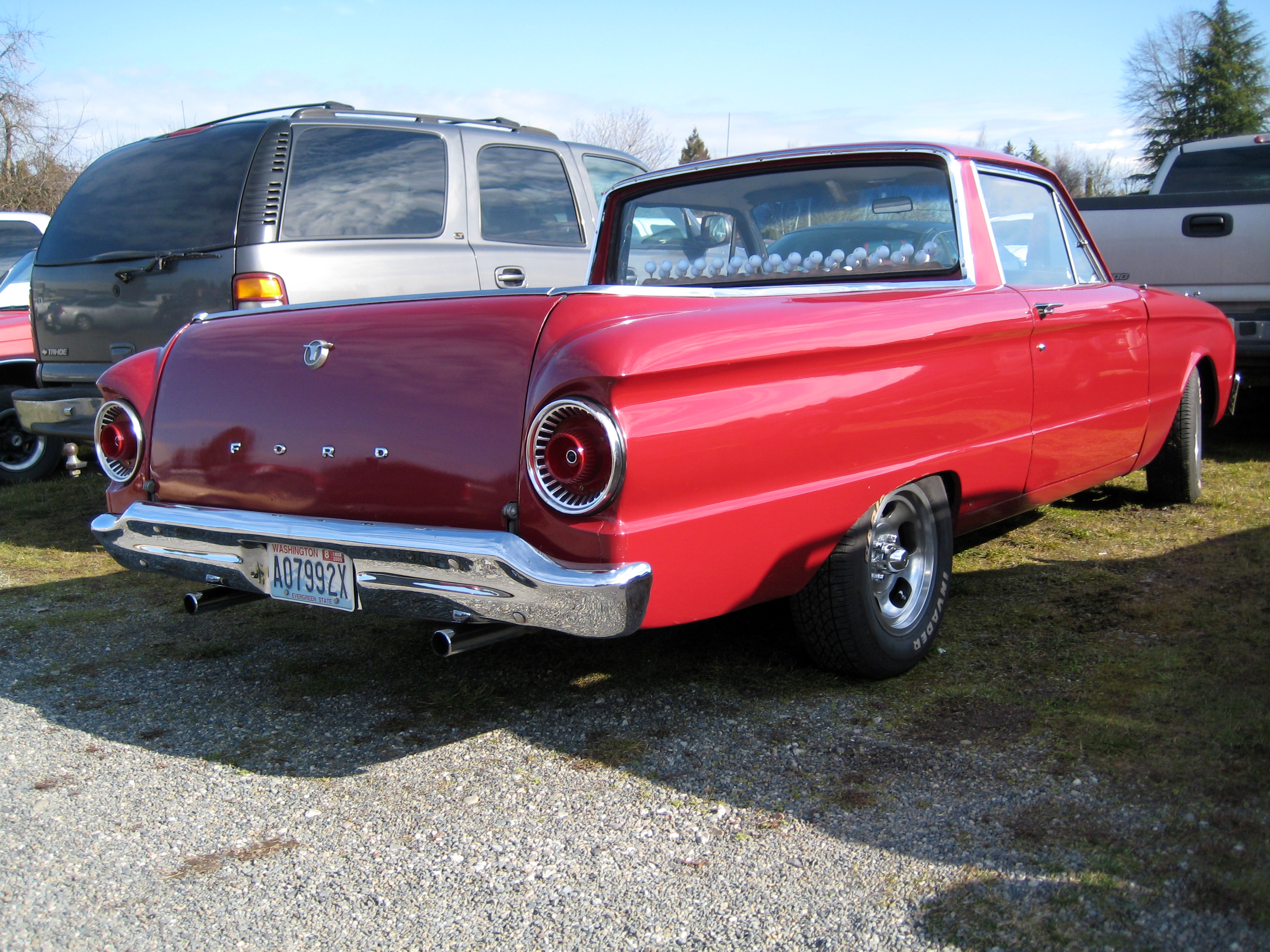
1962 Ford Falcon Ranchero
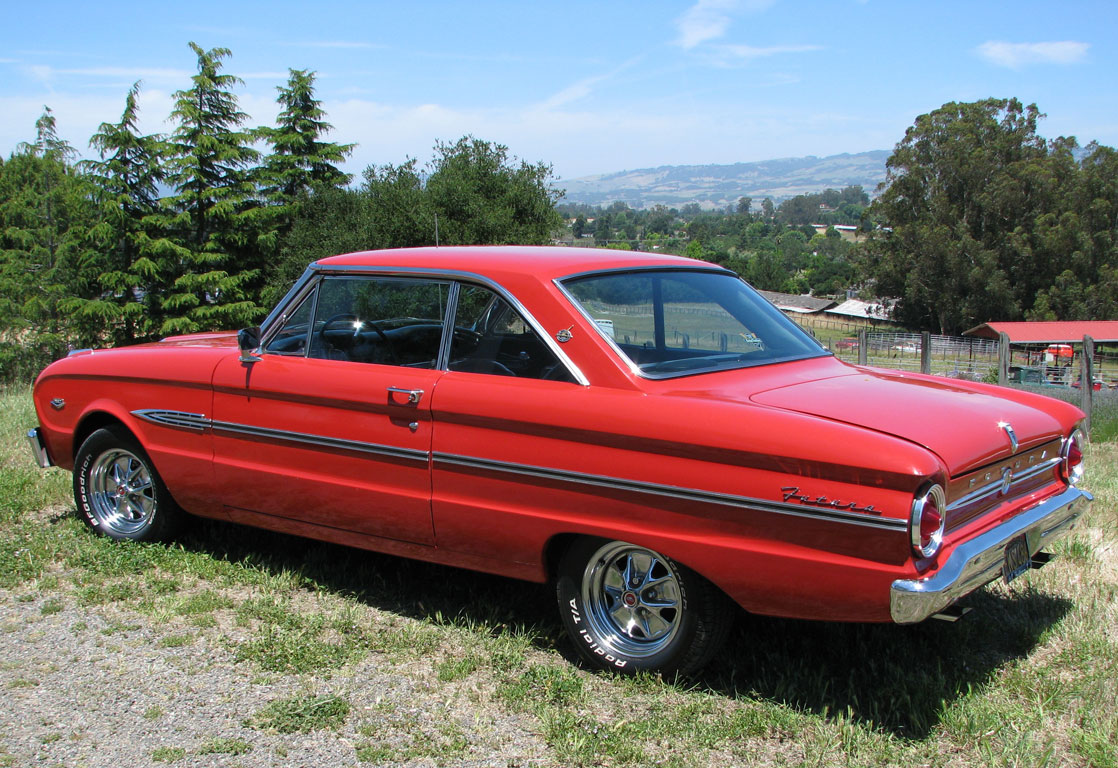
1963 Ford Falcon Futura hardtop 2 puertas

### Segunda  generación (1964-1965)
Carrocerías:

Sedán 4 puertas
Sedán 2 puertas
Familiar 5 puertas
Familiar 3 puertas
Hardtop 2 puertas
Descapotable 2 puertas
Coupé utilitario 2 puertas
Furgoneta 2 puertas 

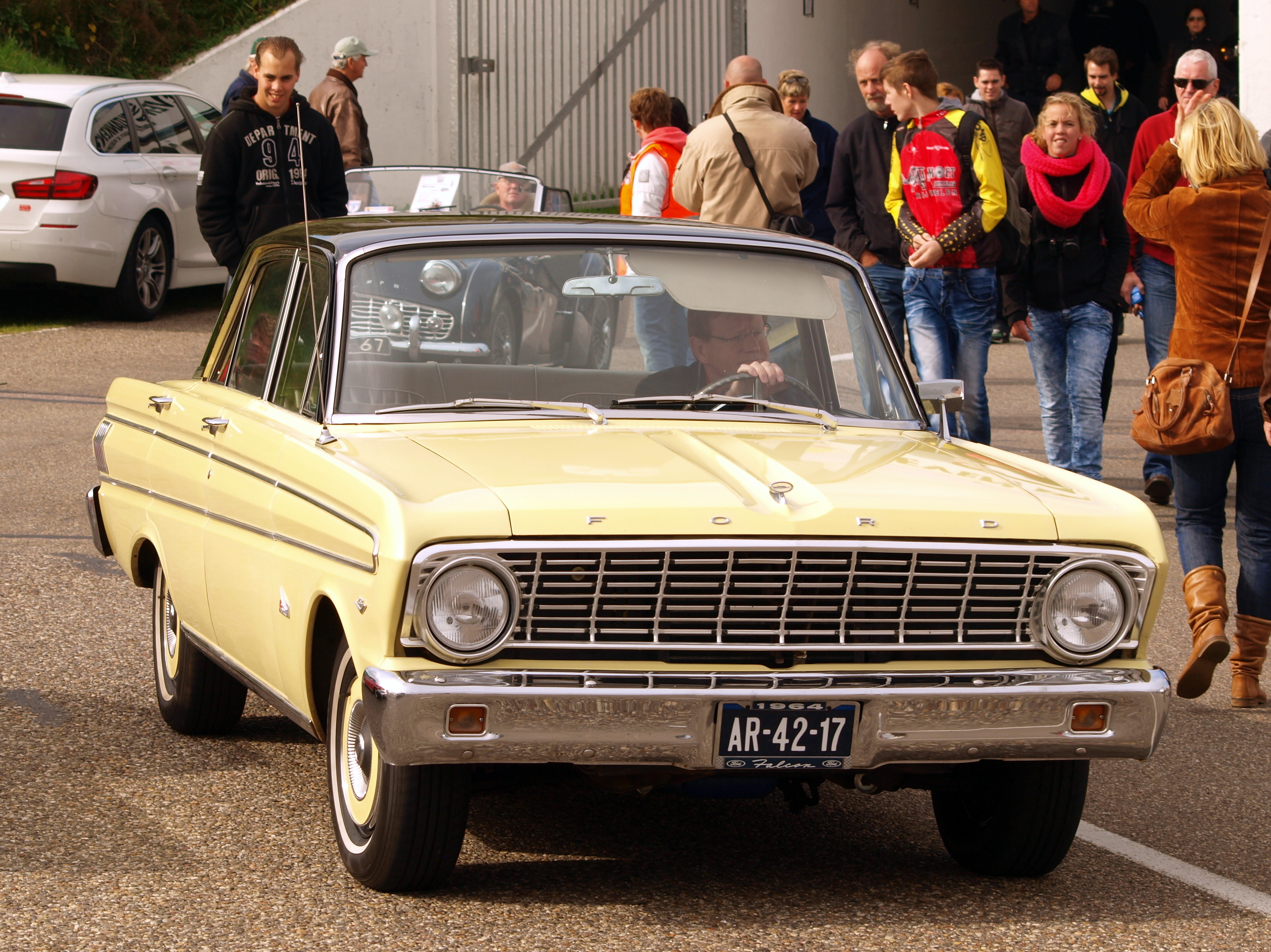
1964 Ford Falcon sedán 4 puertas
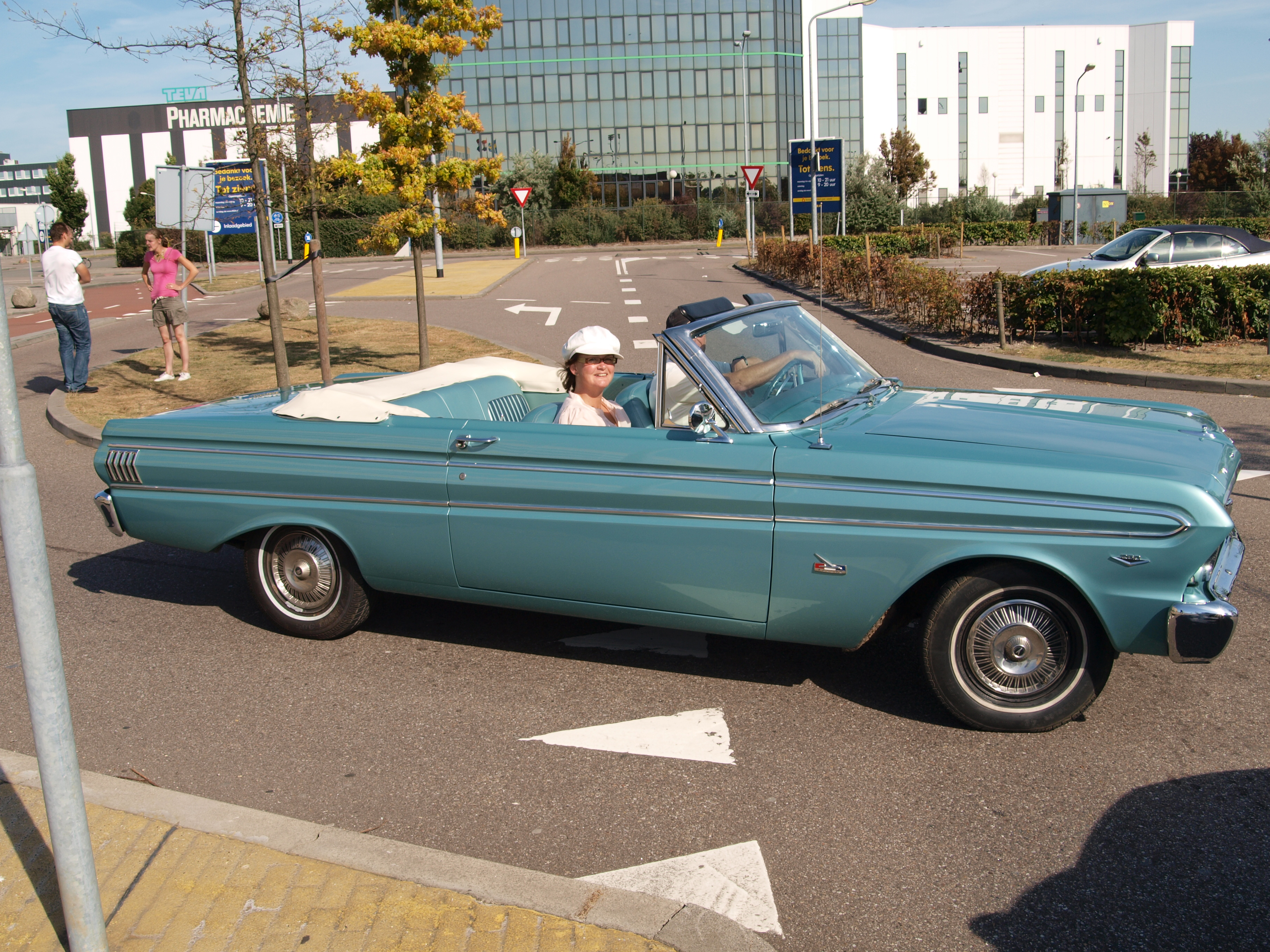
1965 Ford Falcon Futura descapotable 2 puertas
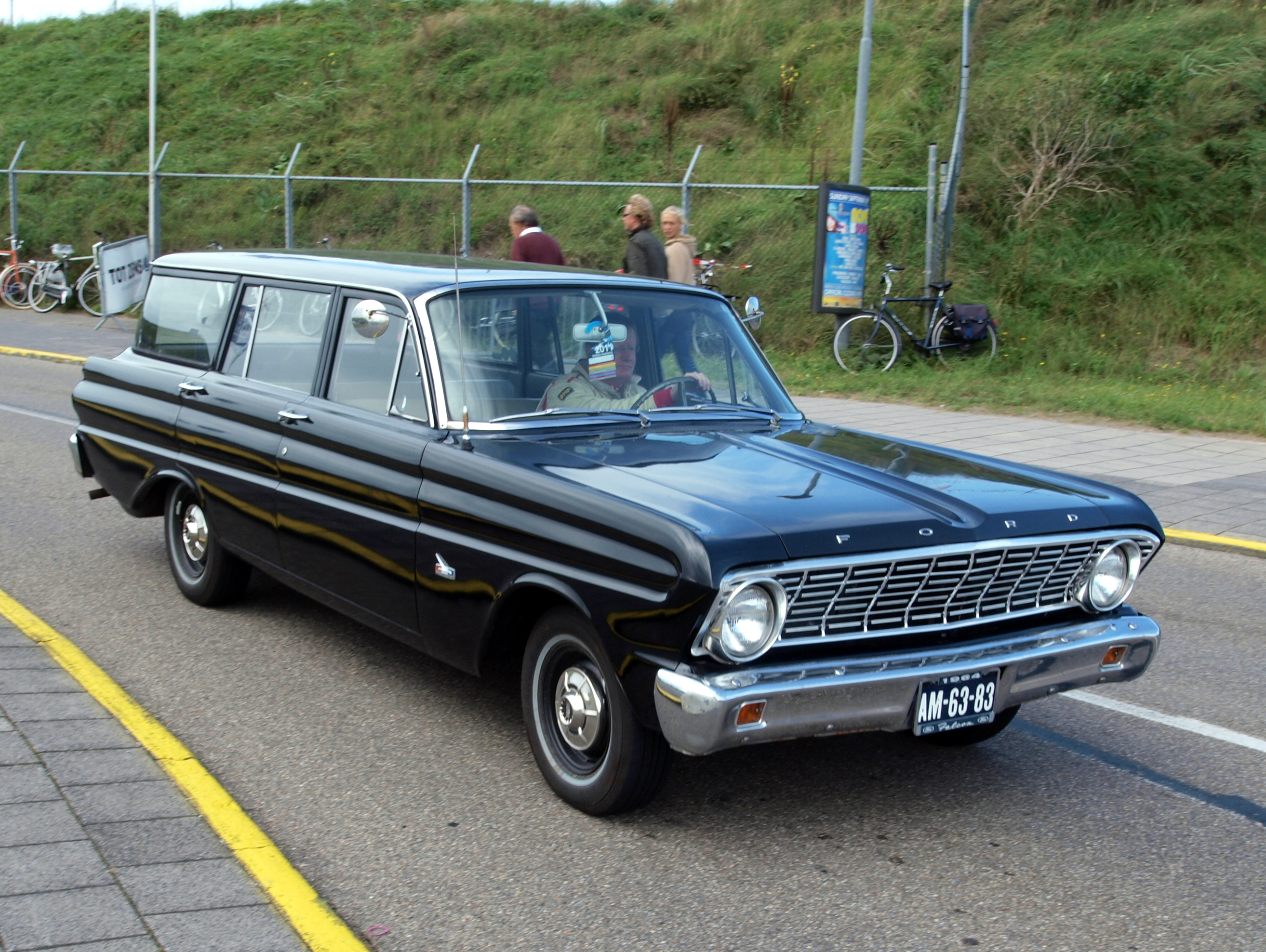
1965 Ford Falcon familiar 5 puertas
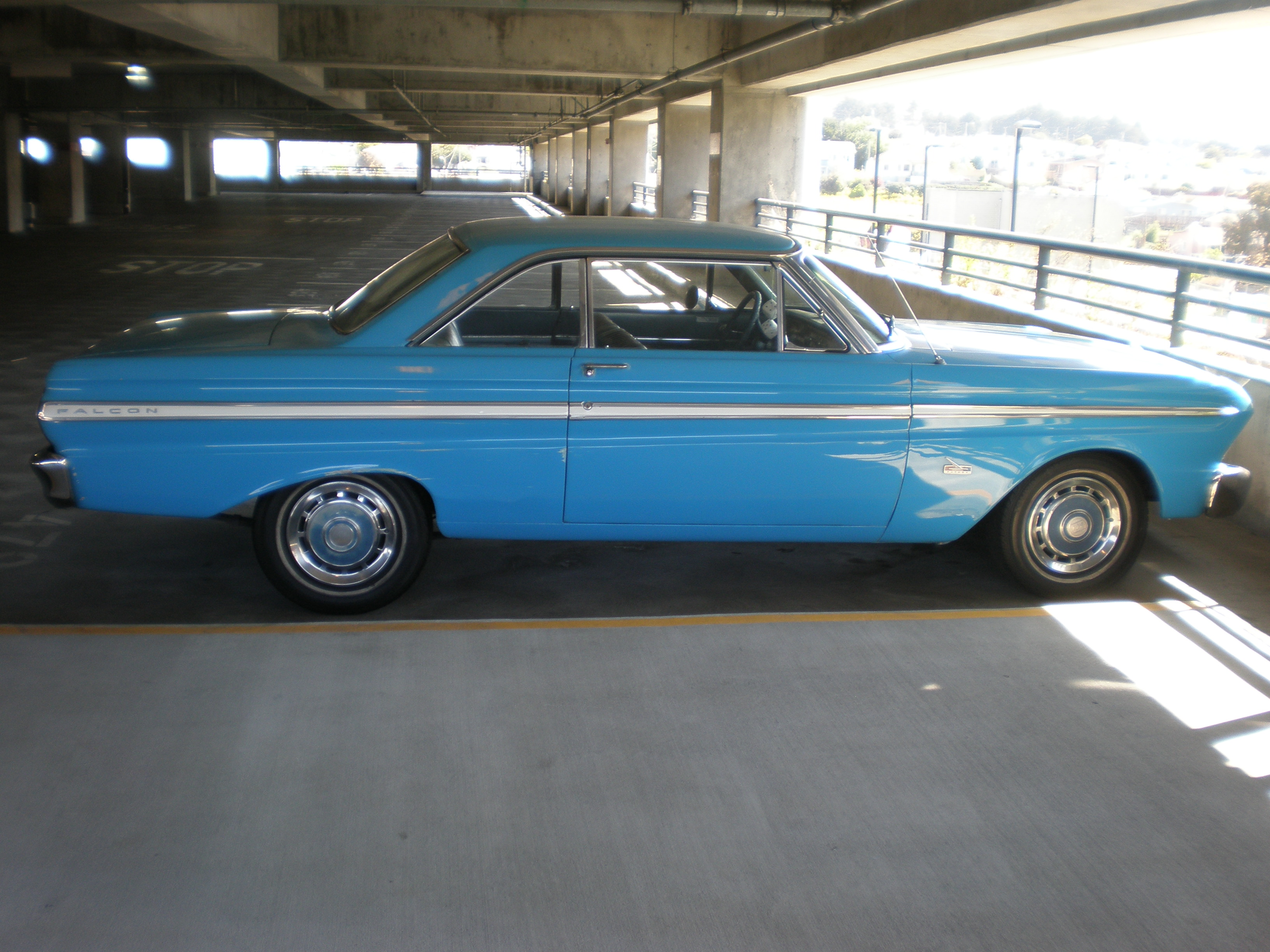
Ford Falcon Futura hardtop 2 puertas

### Tercera  generación (1966-1970)
Carrocerías:

Sedán 4 puertas
Cupé 2 puertas
Familiar 5 puertas

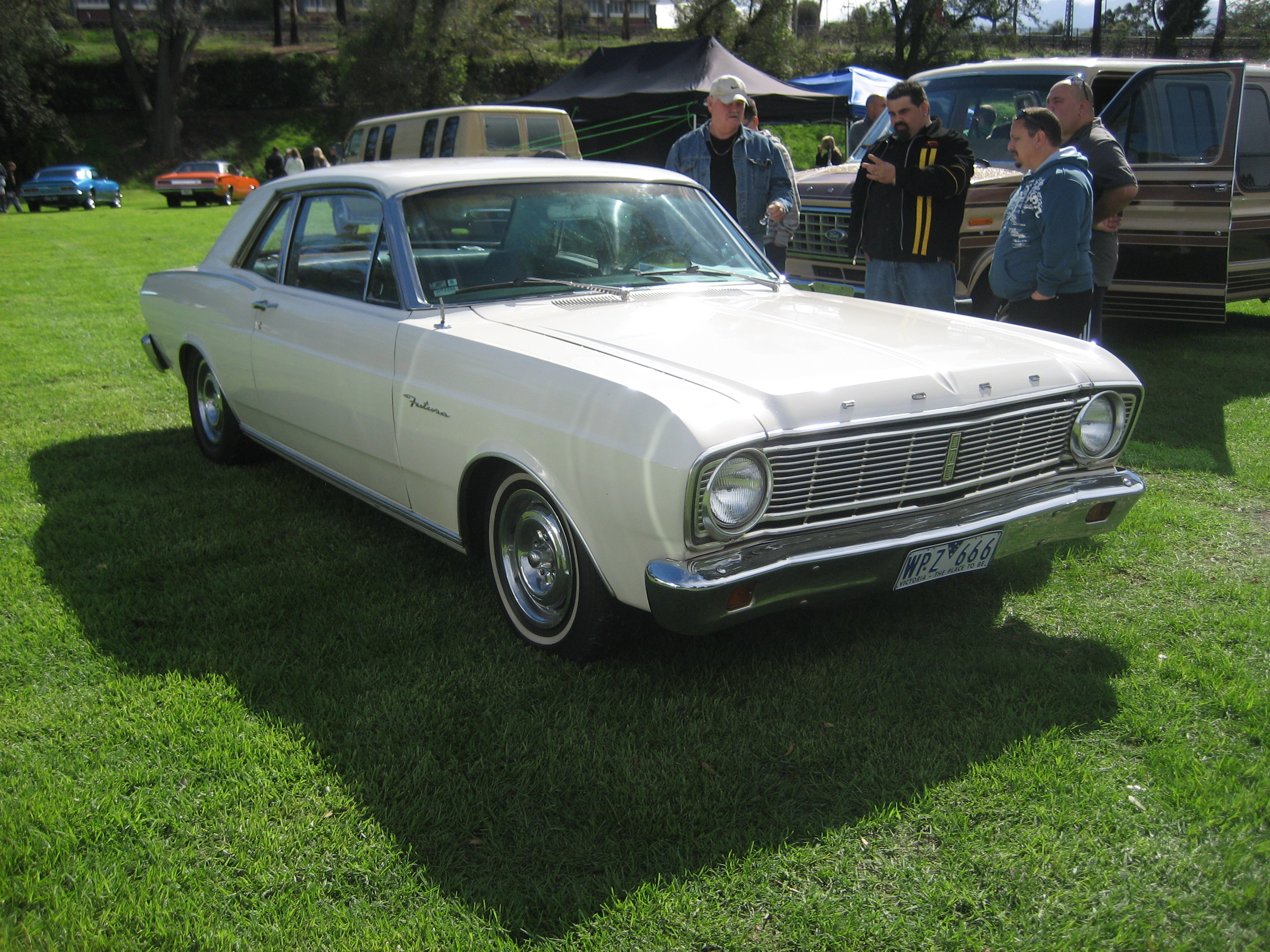
1966 Ford Falcon sedán 2 puertas